# Mvélo+
 (juin 2016).
Mvélo+ est le service commercial de location et de consigne de vélos du SMMAG mis en place le 2 janvier 2004 et destiné aux habitants des 49 communes de la métropole.
Au 1er septembre 2023, 10 000 vélos classiques et quelques centaines de vélo spécifiques (VAE, vélos enfants, tandem...) et plus de 2 000 places de consignes.
Depuis janvier 2020, ce service est géré par la société Cykleo.

## Histoire
En février 1994 est créée l'association (loi de 1901) « uN p'Tit véLo dAnS La Tête ». Cette association, qui existe toujours, vise à promouvoir l'usage du vélo en ville et aide à l'entretien et la réparation de vélos. En 1998, la ville se rapproche de l'association pour lui demander de mettre en place et de gérer un service de consigne à vélos destiné aux habitants, en particulier aux pendulaires venant travailler à Grenoble en TER. En contrepartie, la ville s'engage au financement du projet et au fonctionnement général de l'association. L'association accepte la proposition et propose en parallèle d'aménager un point de location ainsi qu'un atelier d'entretien destiné à certains abonnés de la consigne, dans un local ouvert en janvier 1999 à la gare et baptisé « Véloparc Gare ».
De 50 places de consigne et d'une flotte de vingt vélos de ville au départ, l'offre atteint progressivement 262 places de consigne et plus de 140 vélos tous modèles confondus fin 2003. Pour faciliter la gestion de la location et la maintenance, le parc est alors uniformisé.[réf. nécessaire]
La gestion du parc de vélos est transférée à la Communauté d'agglomération Grenoble-Alpes en 2001 peu après sa création (aujourd'hui Grenoble-Alpes Métropole). En 2003, en vue de la fin de l'expérimentation en gare, un appel d'offres est lancé. C'est l'offre de la compagnie grenobloise de transports en commun Société d'économie mixte des transports publics de l'agglomération grenobloise (Sémitag) qui est choisie, au détriment d'« uN p’Tit véLo dAnS La Tête ». Les salariés du Véloparc deviennent alors salariés de la Sémitag. La location des 200 Métrovélos disponibles s'effectue alors dans quatre points de location à gare de Grenoble, sur le campus (Gières), au parc relais Esplanade (Grenoble) et dans le centre-ville (place Jean Achard). Ces deux dernières agences fermeront respectivement en 2005 et 2007.
En 2008, le site Internet du service ouvre. Des consignes en libre service sont également inaugurées en gare de Gières - Universités en 2008 et en gare d’Échirolles en 2011, mais l'expérience est un relatif échec en raison d'une faible utilisation.
En 2015, à l'occasion d'un nouvel appel d'offres, le marché d'exploitation est assigné à la PME Vélogik, créée à Lyon et exploitant déjà le service de location de vélo C.vélo à Clermont-Ferrand depuis 2013. L'entreprise gère Métrovélo depuis le 1er novembre 2015 jusqu'au 1er novembre 2019, date à laquelle Cykleo, filiale de Keolis reprend le marché.
En parallèle, Grenoble-Alpes Métropole et EFFIA (filiale de Keolis) au travers de la SEMOP, société d'économie mixte qui gère les parkings de la métropole, créent (avec Cykleo comme opérateur) Métrovélo Park, chargé de la location de vélos à assistance électrique (VAE), de vélos cargos (VAE) et de trottinettes électriques sur 5 des parkings.
Métrovélo Park a également la charge de la commercialisation et de l'entretien des 13 parcs de stationnement vélo de la métropole.
Depuis début 2020, le service Métrovélo, renommé MVélo+, déploie des agences mobiles dans les 95 communes du SMMAG, le tout dans un climat social très dégradé.

## Fonctionnement
Mvélo+ est inspiré d'autres exemples plus anciens. Des « vélos jaunes » existent à la location à La Rochelle dès 1976. Un système à plus grande échelle apparut en 1995 à Copenhague, trois ans avant le premier système « informatisé » au monde, les vélos à la carte de Rennes. Le système Cyclocity est aussi commercialisé dans plusieurs agglomérations.[réf. nécessaire]
Mvélo+ est en revanche différent des systèmes de vélos en libre-service (tel Vélib' ou Vélo'v).
Les vélos sont accessibles à la location uniquement en agences pour une durée allant d'un jour à un an. Il s'agit essentiellement de vélos de ville traditionnels, hormis quelques vélos pliables, pour enfants et tandems. D'un poids de 17 kilos, ils sont unisexes. Le cadre et le pare-jupe des Métrovélos est jaune, ce qui leur vaut leur surnom de « vélos jaunes ». Les vélos sont fournis par l'entreprise Arcade Cycles, située à La Roche-sur-Yon[source insuffisante].
Partant de 200 vélos environ à sa création en 2004, le service ne franchit les 500 exemplaires disponibles que trois ans après. La fourniture en vélos par Grenoble-Alpes Métropole s'accroît ensuite, à raison de plusieurs centaines à plus d'un millier de vélos supplémentaires par an. En 2009, Métrovélo dépasse les 1 000 vélos à la location, puis 3 000 en 2012, 6 000 en 2015 et 10 000 en 2022.

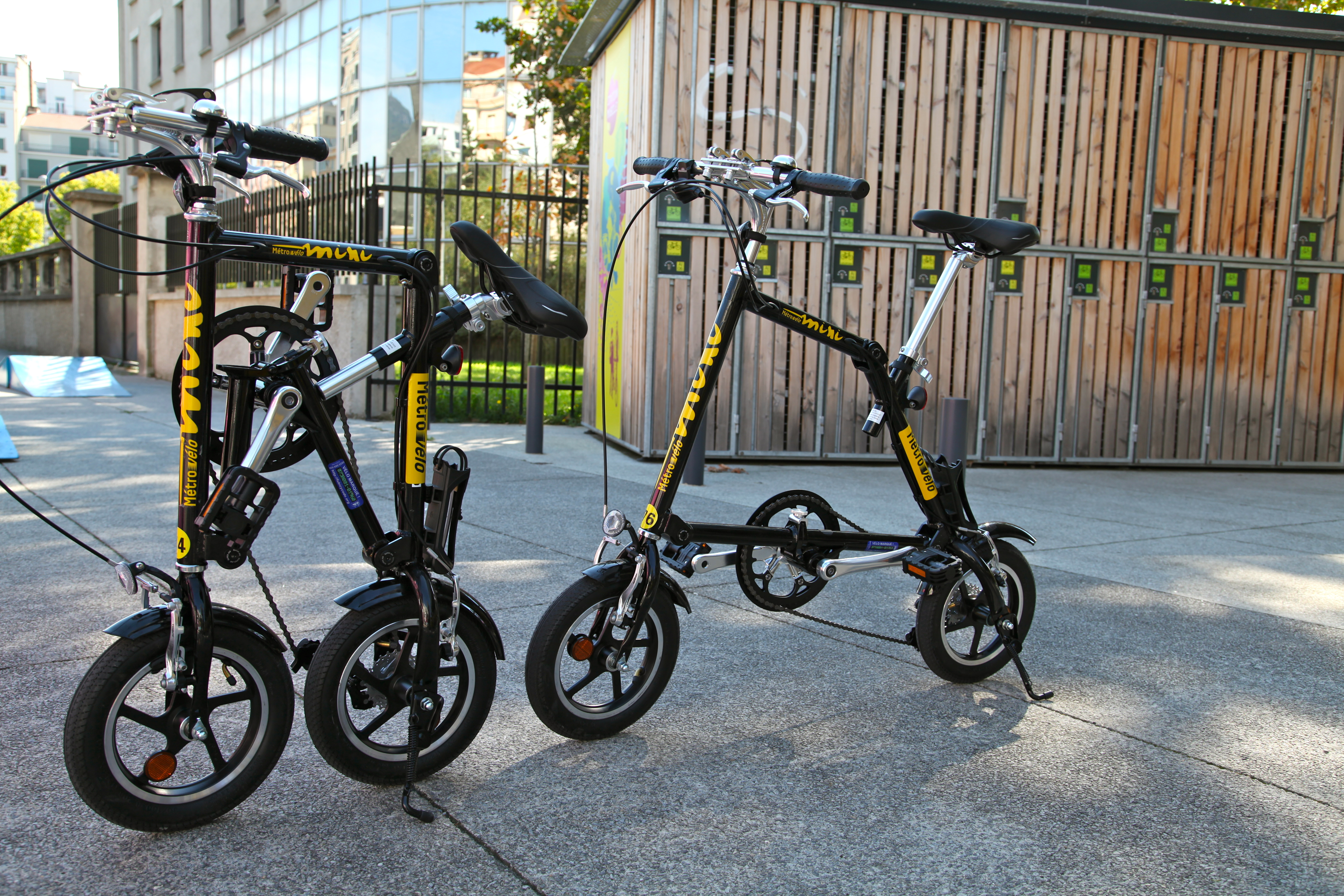
Les mini-pliants[9].
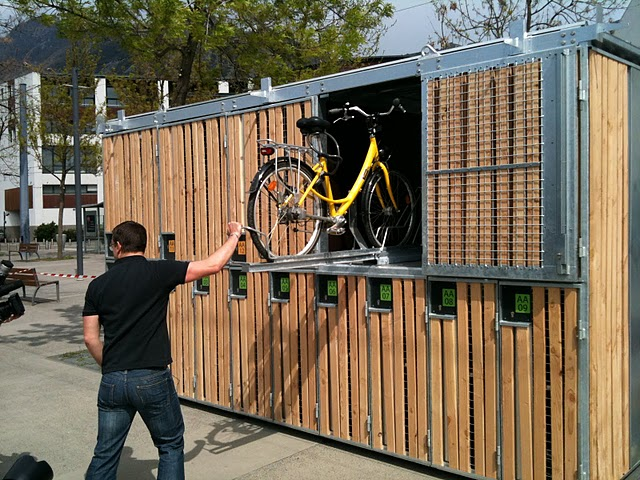
Les box